# Pempheris ornata
Pempheris ornata är en fiskart som beskrevs av Mooi och Jubb, 1996. Pempheris ornata ingår i släktet Pempheris och familjen Pempheridae. Inga underarter finns listade i Catalogue of Life.